# Zygaena transalpina
Zygaena transalpina is een vlinder uit de familie bloeddrupjes (Zygaenidae). De wetenschappelijke naam is voor het eerst geldig gepubliceerd in 1780 door Esper.
De soort komt voor in Europa.